# كنانة بن عبد ياليل الثقفي
كنانة بن عبد ياليل الثقفي. سيد ثقيف في عصرة. ومن اشرافهم الذين قدموا على رسول الله ﷺ بعد عوده عن حصر الطائف، وبعد قتلهم عروة بن مسعود، فأسلموا وفيهم عثمان بن أبي العاص.
ذكر انه اتى الى النبي محمد وقال له أفرأيت الزنا فإنا قوم نعتزب (طلب ان يحل له ولقومه الزنا) فقال النبي صلى الله عليه وسلم «هو عليكم حرام وان الله تعالى يقول ( ولا تقربوا الزنا انه كان فاحشة وساءَ سبيلا )» فقال كنانة أفرأيت الربا فإنه اموالنا كلها «لكم رؤوس اموالكم» فقال فقال كنانة أفرأيت الخمر فإنها عصير أرضنا لا بد لنا منها فقال الرسول «إن الله قد حرمها».

## نسبه
- كِنانة بن عبد ياليل بن عمرو بن عُمير بن عوف بن عُقْدة بن غِيرَة بن عوف بن ثقيف.[4]

## ترجمته
ذكر أبو عمر في حرف العين: "عبد ياليل"، أنه قدم على النبي ﷺ ، وفي حاشية الكتاب أنه نقله عن ابن إسحاق. والصحيح: كنانة بن عبد ياليل، ذكره موسى بن عقبة.
وقال المدائني: قدم كنانة بن عبد ياليل على النبي ﷺ في النفر الوفد من ثقيف، فأسلموا غير كنانة، فإنه قال: لا يربني رجل من قريش.

## وفاته
وخرج إلى نجران ثم إلى الروم فمات بأرض الروم كافراً، والله أعلم.